# Carnegie Hall Tower
Der Carnegie Hall Tower ist ein 60-stöckiger Wolkenkratzer in Manhattan in New York City, USA. Er steht im Verbund mit der benachbarten berühmten Carnegie Hall und besitzt einige Einrichtungen (Offstage facilities) für das Konzerthaus. Das östliche Nachbargebäude beherbergt das bekannte Art-déco-Restaurant „Russian Tea Room“
.

## Beschreibung
Das Bürohochhaus befindet sich in der 57th Street zwischen der Avenue of the Americas (Sixth) und Seventh Avenue an der sogenannten Billionaires’ Row in Midtown Manhattan. Zusammen mit den in direkter Nachbarschaft stehenden Metropolitan Tower und CitySpire Center bildet er eine Ende der 1980er Jahre entstandene Hochhaus-Konstellation. Des Weiteren stehen in unmittelbarer Nähe die in den 2010/20er Jahren erbauten Super-Wolkenkratzer One57 (306 m), Central Park Tower (472 m) und 111 West 57th Street (435 m). Nur zwei Blocks nördlich entfernt liegt der Central Park.
Der Carnegie Hall Tower wurde vom Architekten César Pelli entworfen und von 1988 bis 1991 erbaut. Bauträger war die Rockrose Development Corporation. Aufgrund seiner relativ geringen Breite von nur 15 Metern wirkt der 231 Meter hohe in Stahlbetonbauweise errichtete Wolkenkratzer sehr schmal. Der Turm erhebt sich etwas zurückgesetzt über einen sechsstöckigen Sockel, der höhenmäßig an die Konzerthalle angepasst ist. Während die Fassade des Sockels aus herkömmlichen Ziegeln besteht, ist die Fassade des Turms mit rot-orangefarbenen Ziegeln und Verzierungen aus Gussbeton gestaltet, beides inspiriert vom Stil des älteren Gebäudes. Dadurch fügt sich der Wolkenkratzer sehr gut in seine Umgebung ein. Der oberste Abschnitt des Turms ist mit einem Fries aus dunkelgrün glasierten Ziegeln verkleidet. Gekrönt ist das Gebäude mit einem großen Gesims, das durch ein offenes Gitter aus Stahlprofilen mit breitem Flansch gebildet wird.
Der Turm beherbergt auf 2300 m² Büros und technische Einrichtungen der bekannten Carnegie Hall. Darunter befindet sich ein Lastenaufzug. Vor dem Bau des Towers mussten Klaviere und andere schwere Ausrüstungsgegenstände über das Treppenhaus des Konzerthauses transportiert werden.
Der Büroturm und die Konzerthalle sind sehr gut mit der New York City Subway erreichbar. An der Kreuzung 7th Avenue/57th Street befinden sich Zugänge zur Station 57 Street mit den Linien .

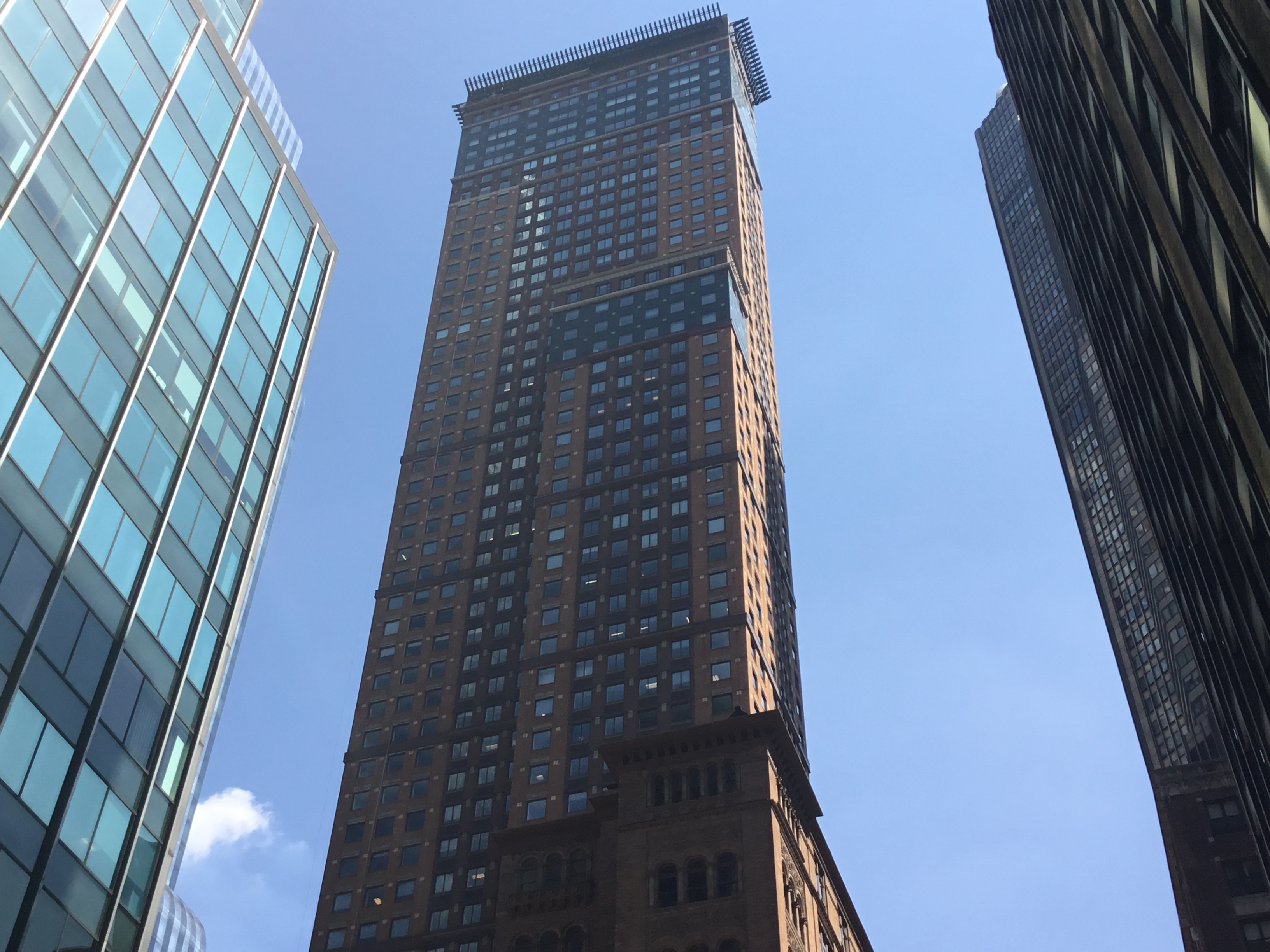
Der Büroturm im August 2021
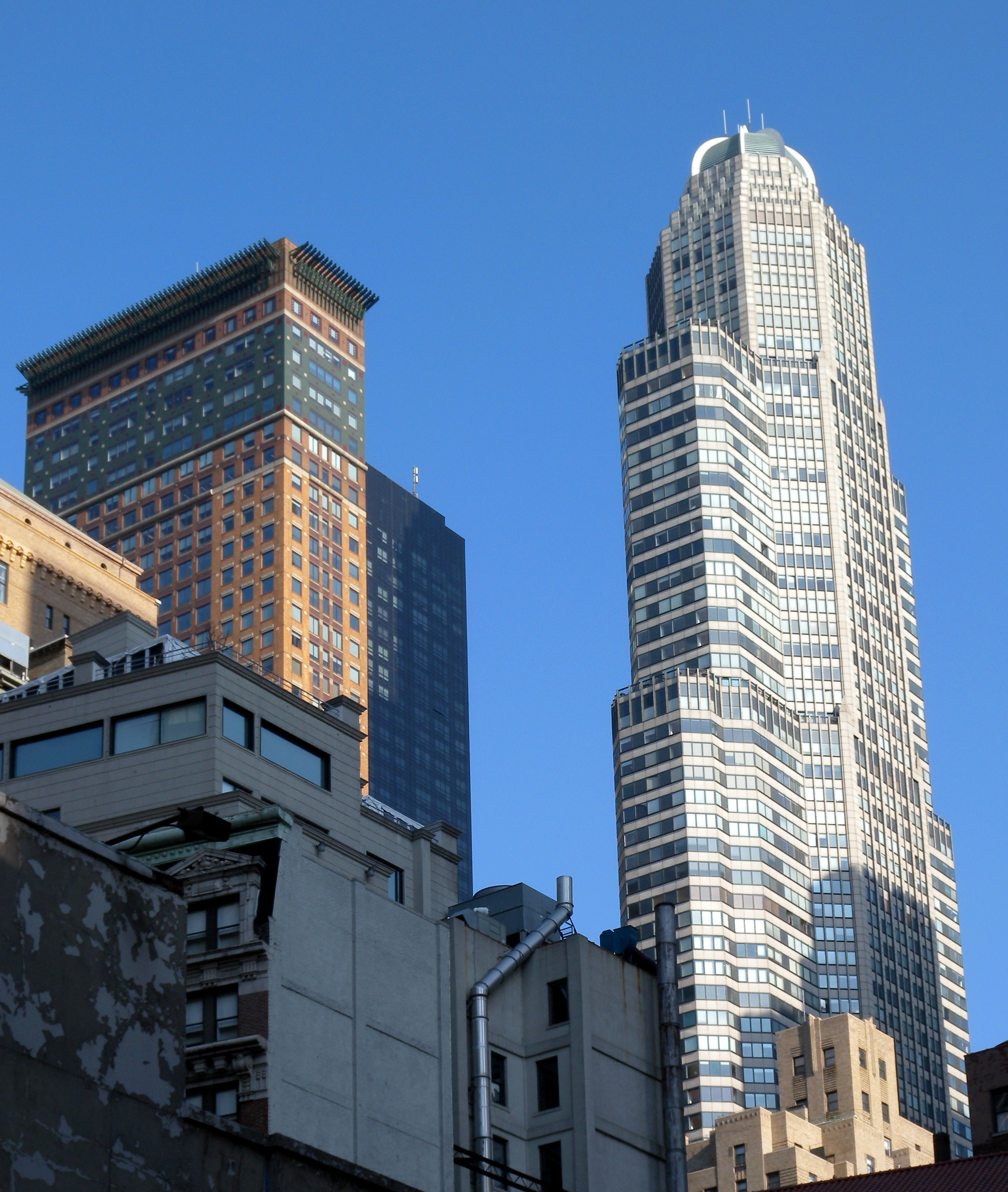
Carnegie Hall Tower links, daneben das CitySpire Center
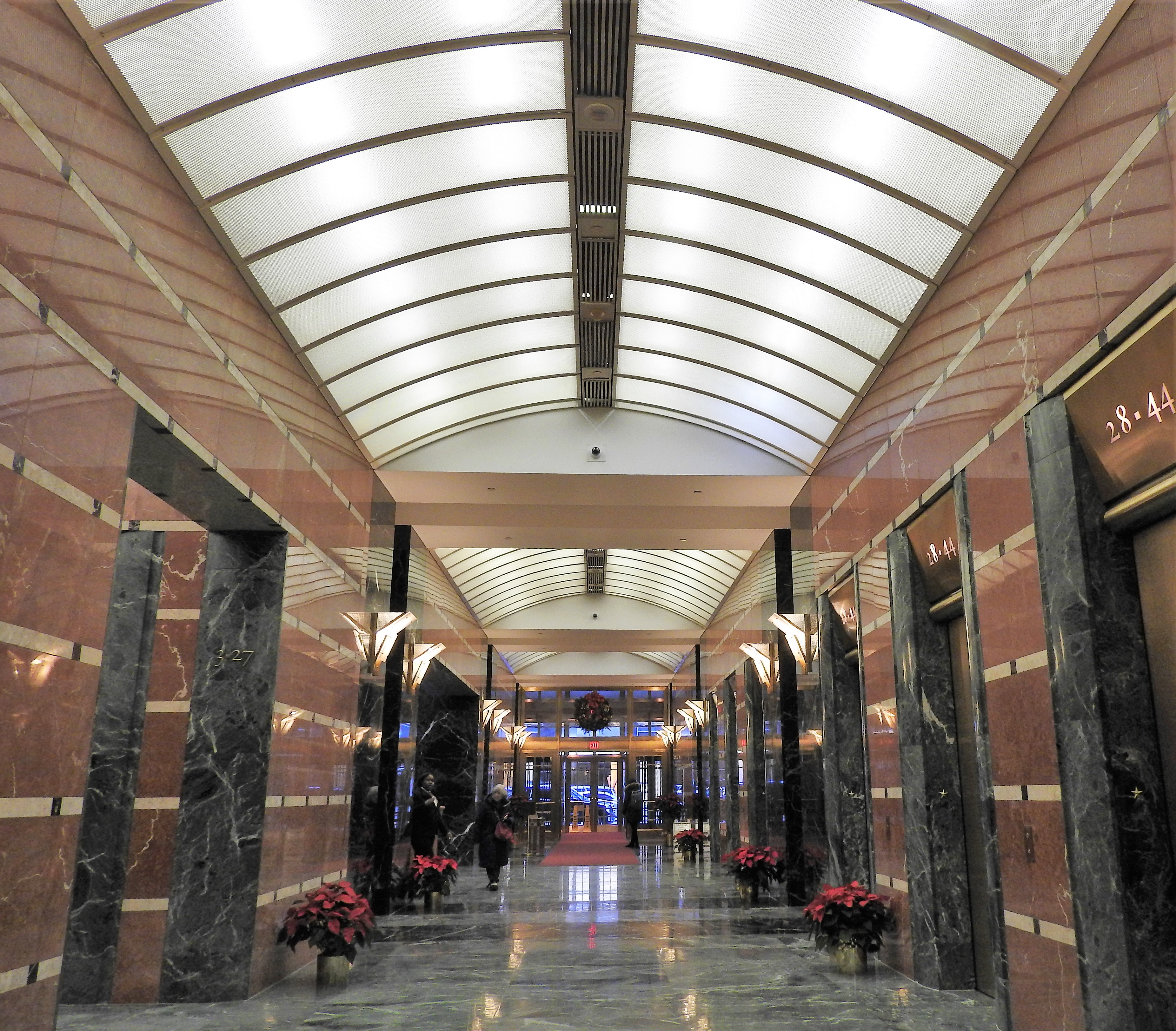
Blick in die Lobby
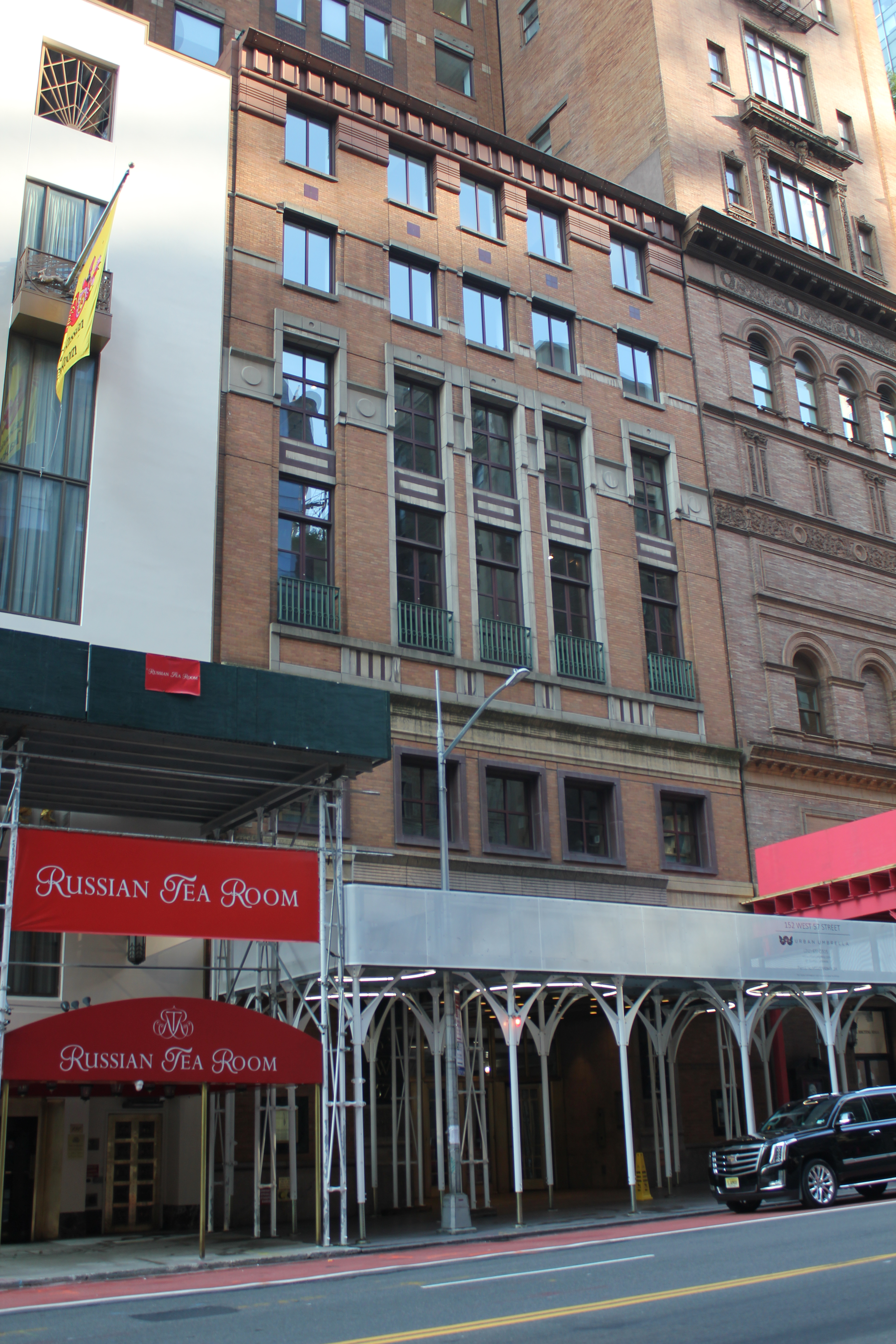
Sockelgebäude (hier noch mit Gerüst) mit Russian Tea Room links und Carnegie Hall rechts
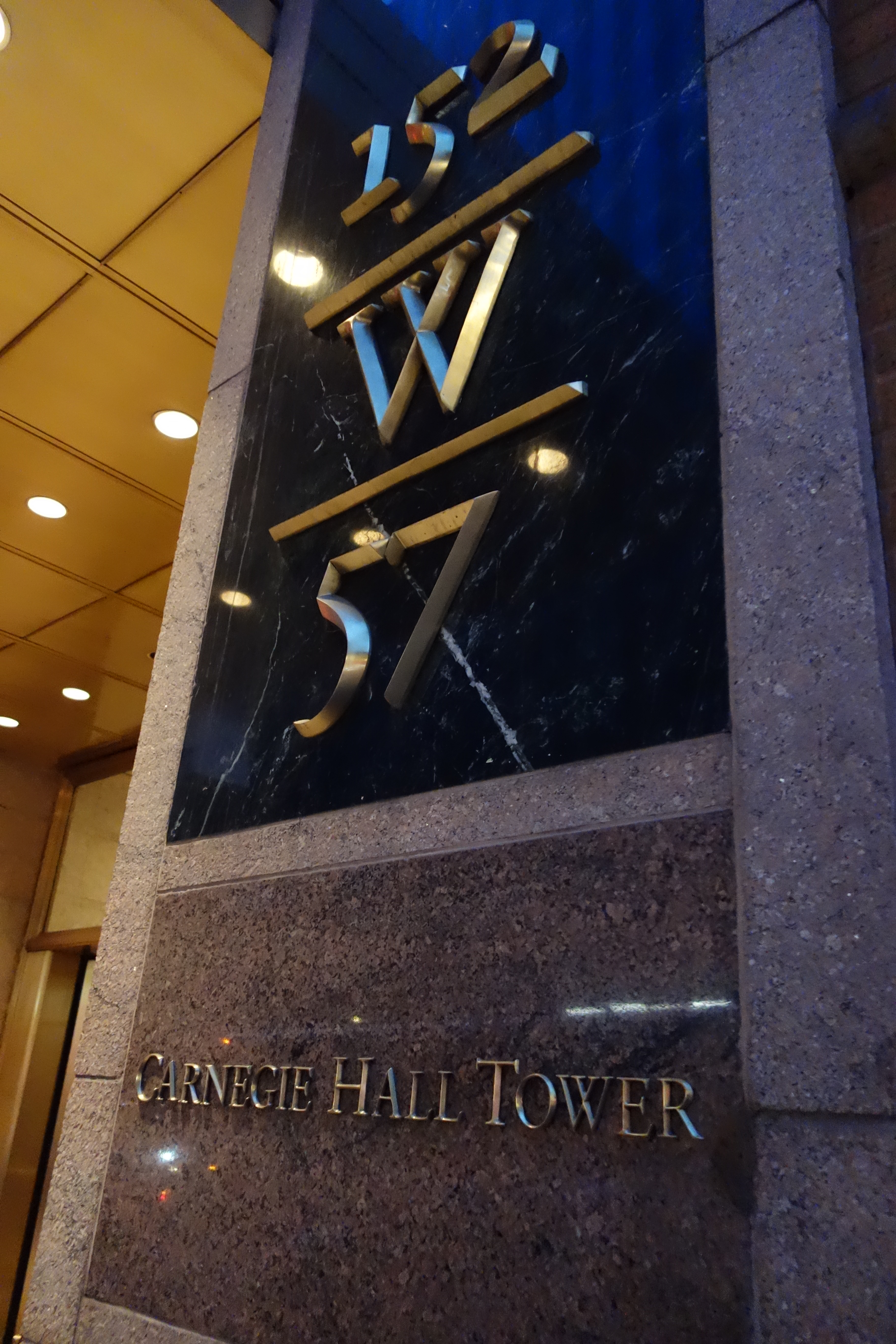
Eingang mit Gebäudeadresse